# Luigi Schiaparelli
Luigi Schiaparelli (2. srpna 1871 – 26. ledna 1934) byl italský historik, paleograf a diplomatik.

## Životopis
Schiaparelli se narodil 2. srpna 1871 v Cerrione astronomovi Giovannimu a Celestině Schiaparelliovým (rozené Maffei). Byl členem akademické a vědecké rodiny Schiaparelliů, do které patřili jeho strýc Celestino, sestřenice Elsa z otcovy strany a syn Ernesto. Prostřednictvím své matky byl také potomkem Francesca Scipioneho Maffeiho.
Schiaparelli studoval na univerzitě v Turíně a v roce 1894 získal doktorát. Poté se přestěhoval do Mnichova, kde pracoval na byzantské literatuře pod vedením Paula Fridolina Kehra. Aby pomohl připravit Italia Pontificia, vrátil se do Itálie a shromažďoval dokumenty ze středověku. V roce 1902 mu Pasquale Villari nabídl Cesare Paoliho místo paleografa a diplomatika na univerzitě ve Florencii. Nabídku přijal, přestěhoval se do Florencie a oženil se s Villariho dcerou. V roce 1924 objevil Veronskou hádanku. Zemřel 26. ledna 1934 ve věku 62 let ve Florencii. Jeho syn Ernesto se stal egyptologem.